# Luciano Barra Caracciolo
Luciano Barra Caracciolo (né le 1er septembre 1959 à Rome) est un juriste et un magistrat italien, nommé secrétaire d'État du gouvernement Conte en juin 2018.